# Running Eagles de Life University
Maillots
Actualités
Le Life Running Eagles est un club de rugby à XV des États-Unis participant à l'Atlantic Rugby Premiership, plus connu comme l'A.R.P..  Il est situé à Marietta.

## Palmarès
- Champion de la Rugby Super League en 2000.
- Champion de la Men's D1 Championship en 2008, 2013 et 2014.